# Шердиць Костянтин Костянтинович
Костянтин Шердиць (27 квітня 1944 року смт Сартана, Сталінська область) — український поет і керівник у сфері культури, гендиректор і художній керівник Палацу студентів Національного юридичного університету імені Ярослава Мудрого.

## Біографія

### Молоді роки
Його батьками були Шердиць Костянтин Федорович (1915—1944 рр.) та Шердиць Матрена Михайлівна (1914—2002 рр.), за походженням греки, яки проживали в Приазов'ї після переселення греків з Криму. Мати працювала прибиральницею, батько працював в сільгоспартілі, пізніше на заводі ім. Ілліча — слюсарем.
Родина рано залишилась без годувальника, вихованням займалась мати, яка знала традиційну культуру греків Приазов'я, співала фольклорні пісні.
У 16 років почав слюсарем по ремонту автомобілів. У 1963–1966 служив у Збройних силах СРСР в Заполяр'ї, після армії повернувся в рідне селище, працював слюсарем на підприємствах селища.

### Кар'єра
В 1973 році закінчив режисерське відділення Харківського державного інституту культури. Того ж року став, президентом міського клубу «Глобус» (1973—1977 рр.). З 1977 по 1979 рік працював директором Палацу студентів Харківського політехнічного інституту, в 1979—1987 рр. — заступником завідувача відділом культури міськвиконкому, в 1987—1989 рр. — головою міськкому профспілки працівників культури і мистецтва, з 1989 по 2004 рр. — начальником управління культури Харківського міськвиконкому. З 2004 року генеральним директором та художнім керівником Палацу студентів Національного юридичного університету імені Ярослава Мудрого.
У роки роботи в міськвиконкомі був ініціатором, автором і співавтором низки творчих проектів в культурному житті Харкова, зокрема, День міста, міжнародний конкурс юних піаністів В. Крайнева, фестиваль класичної музики «Харківські асамблеї», міжнародні фестивалі естрадної пісні, молодих виконавців ім. І. Дунаевского, шоу-конкурс «Королева Харкова», а також відкриття «Будинку Нюрберга», муніципальної галереї мистецтв, музею ім. К. Шульженко.
Як працівник у сфері культури і голова об'єднання греків Харкова неодноразово відвідував іноземні держави, у тому числі Кіпр, Туреччину, Грецію, ФРН, США, Болгарію, Польщу, Румунію, Югославію, Чехію, Словаччину, брав участь в підготовці і проведенні фестивалів, днів культури, днів Харкова.
Протягом 2002-2007 роки Шердиць очолював Харківське міське товариство греків України «Геліос». Харків відвідали творчі колективи грецької культури з Греції (м. Патра), Донецька, Маріуполя, Одеси, Гелинджика, Києва, проведені виставки фото і живопису художників Греції в Харкові, Одесі, Ніжині, Маріуполі. Відкриті меморіальні дошки грекам-харків'янам: конструктору двигуна танка Т-34 Федору Челпану, лікарці Ксенії Іліаді.

## Творчість
Костянтин Шердиць є автором низки збірок віршів, зокрема, «Струни грішної душі», «Диво всесвіту», «Рідний поріг», «Ми знали брід», «Не дивлячись на ранги і осіб», «Будемо жити». Також віін пише пісні, які сам виконує. На деякі його вірші були написані пісні композиторами Н. Стецюном, В. Івановим, К. Корепановим, А.Ч илутяном. Також Костянтин Шердиць є лауреатом Бардівських фестивалів.

## Особисте життя
Костянтин Шердиць має дружину — Тетяну Едуардівну Шердиць (нар. 1954), яка за національністю українка, та з якою одружився 1974 року. Тетяна Шердиць працює директором центральної районної бібліотеки в Харкові.
Син — Євгеній Шердиць (нар. 1979) здобув освіту на факультеті артистів театру і кіно Харківського університету мистецтв та зараз займається бізнесом.
Дочка — Валерія Шердиць (нар. 1981) здобула освіту на факультеті «Готельне господарство і іноземний туризм» Слов'янського університету та займається підприємництвом.

## Відзнаки та нагороди
- Орден «За заслуги» ІІІ ступеня за великий особистий внесок у соціально-економічний і культурний розвиток Харківщини, високі професійні досягнення, багаторічну добросовісну роботу.
- Почесний громадянин міста Харкова (2018)
- Почесна грамота Харківської міської ради (2009)[3]
- Медаллю святого Митрополита Ігнатія (2004).